# Dora Tamana
Dora Ntloko Tamana (11 tháng 11 năm 1901 - 23 tháng 7 năm 1983) là một nhà hoạt động chống phân biệt chủng tộc người Nam Phi.

## Tuổi thơ
Dora Ntloko được sinh ra tại Gqamakwe, ở Hlobo, Transkei, gần Dutywa. Ông nội của cô là một người giảng đạo theo Phương pháp, nhưng khi còn là một thiếu niên Dora chuyển đổi, cùng với gia đình cô, sang giáo phái Israel. Cô 20 tuổi khi cha cô qua đời trong Cuộc thảm sát Bulhoek năm 1921 của các thành viên giáo phái Israel.

## Nghề nghiệp
Sau khi cha cô qua đời, Dora Ntloko chuyển đến Queenstown, và sau khi kết hôn và làm mẹ ở Cape Town. Trong Thế chiến II, cô sống ở khu định cư Blouvlei, nơi cô trở nên hoạt động chính trị với Hiệp hội đau khổ Cape Flats, chống lại những nỗ lực di dời cư dân ngồi xổm. Cô gia nhập Đảng Cộng sản Nam Phi trong thời gian này, và sớm là Liên đoàn Phụ nữ của Đại hội Dân tộc Phi.
Sự quan tâm đặc biệt của Dora Tamana là các chương trình tự giúp đỡ: một ủy ban thực phẩm, một hợp tác xã may của phụ nữ, một chương trình chăm sóc trẻ em. Trong khu định cư Blouvlei / Blaauwvlei của mình ở Cape Town, cô đã tham gia với Ủy ban Athlone về Giáo dục Mầm non. Những người phụ nữ của ủy ban này đã tham gia vào việc thành lập một số trường học ở những vùng khó khăn và họ cũng thành lập Nhà hát ngoài trời Maynardville vào ngày 1 tháng 12 năm 1950 (với tư cách là người gây quỹ cho các dự án từ thiện). Dora Tamana đã cùng với hai người phụ nữ khác từ ủy ban đó, đồng chủ tịch đảng Cộng sản Jean Bernadt và chủ tịch ủy ban Athlone Margaret Molteno, xây dựng một trường học và trung tâm y tế ở Blouvlei. Ba người phụ nữ đã làm việc để hiện thực hóa tầm nhìn của Dora Tamana và họ đã thành lập Trường mẫu giáo Blouvlei và trung tâm y tế gia đình vào tháng 5 năm 1955.
Dora Tamana giữ vai trò lãnh đạo trong phong trào chống vượt qua năm 1953, và năm 1954 trở thành Bộ trưởng Quốc gia Liên bang Phụ nữ Nam Phi (FedSAW). Nhưng vào năm 1955, sau khi tham dự Đại hội các bà mẹ thế giới ở Thụy Sĩ cùng với Lillian Ngoyi, bà đã bị chính phủ Nam Phi cấm tham dự các cuộc họp chính trị.